# Zbory Zielonoświątkowe Kanady

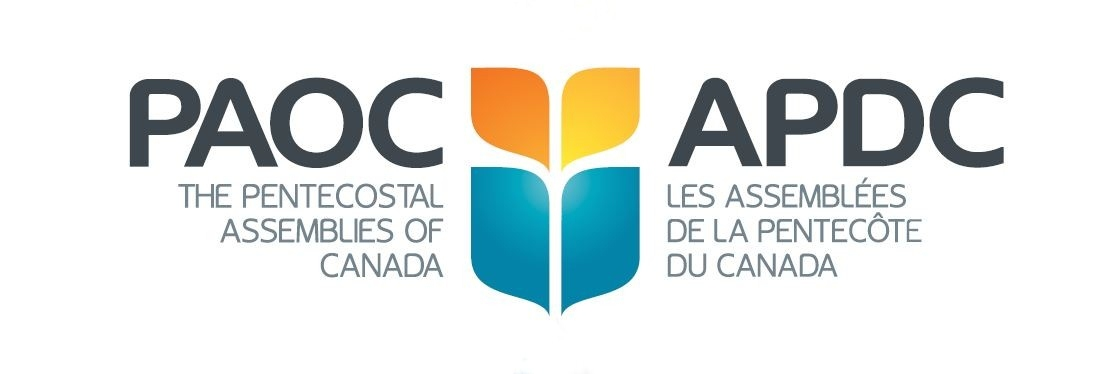
Logo kościoła.

Zbory Zielonoświątkowe Kanady (PAOC) – największa zielonoświątkowa i ewangeliczna denominacja w Kanadzie. Liczy 247 042 wiernych w 1071 zborach w całej Kanadzie. Siedziba kościoła znajduje się w Mississauga.
PAOC jest teologicznie ewangeliczny i zielonoświątkowy, w swojej nauce podkreśla chrzest w Duchu Świętym z dowodami mówienia językami. W wielu kwestiach jest społecznie konserwatywny. Historycznie ma duże powiązania ze Zborami Bożymi w Stanach Zjednoczonych i jest jednym z trzech kanadyjskich gałęzi Zborów Bożych. Pozostałe dwa to: Kanadyjskie Zbory Boże i Zielonoświątkowe Zbory Nowej Fundlandii i Labradoru.